# Lago Elizalde
Lago Elizalde är en sjö i Chile.   Den ligger i regionen Región de Aisén, i den södra delen av landet, 1 400 km söder om huvudstaden Santiago de Chile. Lago Elizalde ligger 220 meter över havet. Arean är 24,9 kvadratkilometer. Den sträcker sig 4,3 kilometer i nord-sydlig riktning, och 20,9 kilometer i öst-västlig riktning.
I omgivningarna runt Lago Elizalde växer i huvudsak blandskog. Runt Lago Elizalde är det mycket glesbefolkat, med 6 invånare per kvadratkilometer.